# Banahaw
Der Vulkan Banahaw (auch bekannt unter dem Namen Banahao) ist der höchste einer Gruppe von Vulkanen südlich und östlich der philippinischen Hauptstadt Manila. Die Nachbarvulkane sind der 1.470 Meter hohe San Cristobal und der 1875 Meter hohe Banahaw de Lucban. Einige andesitische und dazitische Lavadome erheben sich an den Flanken des Banahaw. Die Ablagerungen von zwei Gerölllawinen reichen im Nordosten bis in eine Entfernung von 13 Kilometer und im Südosten bis in 26 Kilometer Entfernung. Die Caldera des Vulkans hat einen Durchmesser von 2 Kilometer und eine Tiefe von 600 Metern und ist nach Südsüdwesten aufgebrochen. Bis 1730 befand sich in der Caldera ein Kratersee, welcher sich in Form von Laharen entleerte. Es sind keine wissenschaftlich gesicherten Daten über Ausbrüche bekannt.
Das Gebiet um den Banahaw und des San Cristobal wurde 1941 zum Mounts-Banahaw-San-Cristobal-Nationalpark erklärt.

## Zwischenfälle
- Am 23. März 1946 wurde eine Douglas DC-3/C-47B-1-DL der United States Army Air Forces (USAAF) (Luftfahrzeugkennzeichen 43-16211) in die Flanke des Vulkans Banahaw geflogen. Bei diesem CFIT (Controlled flight into terrain) wurden 19 der 24 Insassen getötet.[1]

- Am 25. Oktober 1946 flog eine Curtiss C-46D-20-CU Commando der United States Army Air Forces (USAAF) (44-78415) in den Vulkan Banahao. Das Flugzeug wurde zerstört, mindestens ein Insasse getötet.[2]

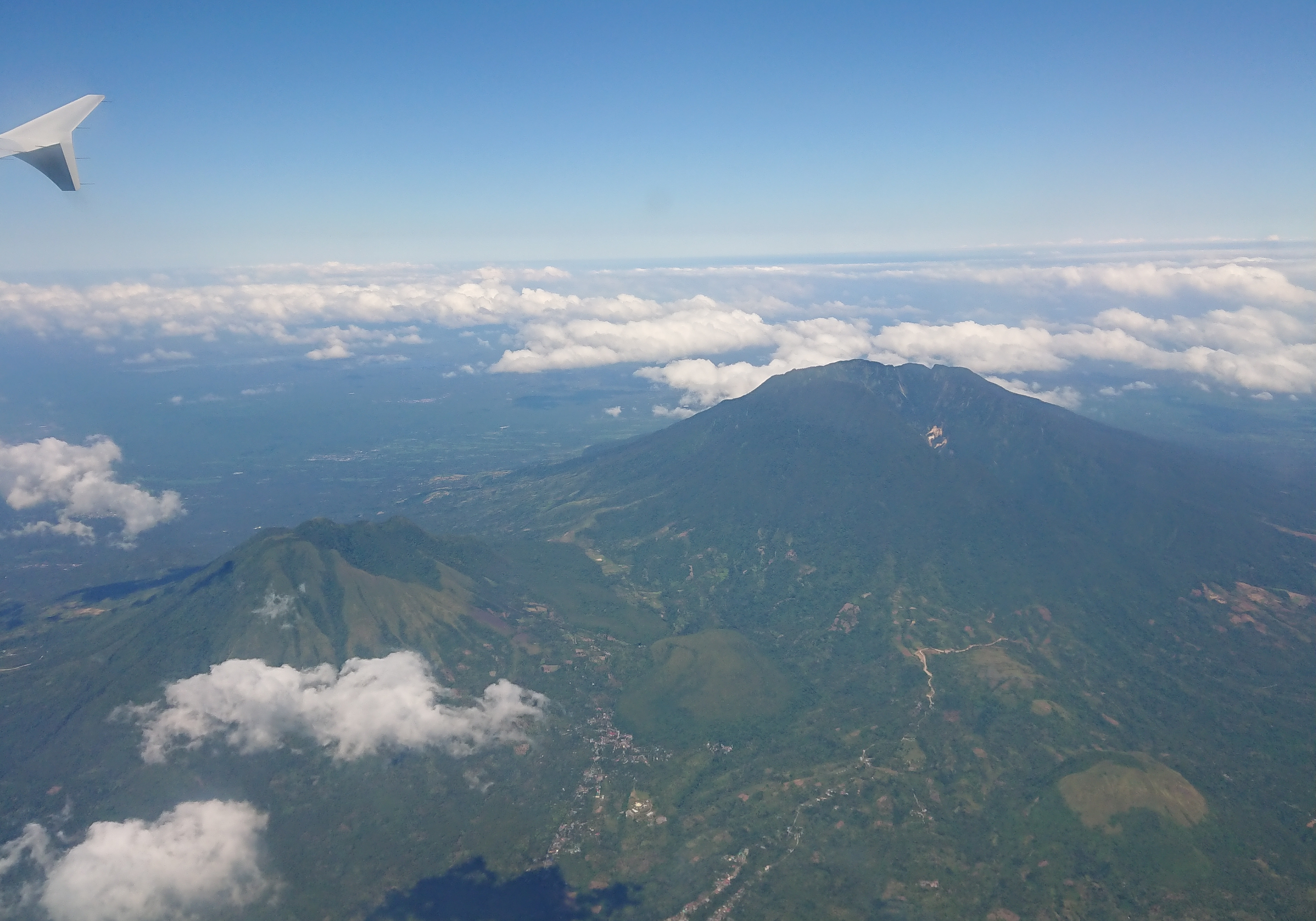
Vulkan Mount Banahao rechts im Hintergrund. Links der Mount San Cristóbal.